# 天主教贝内文托总教区
天主教贝内文托总教区是罗马天主教在意大利南部设立的一个总教区，贝内文托教省的中心，附属教区有天主教Sant' Angelo dei Lombardi-Conza-Nusco-比萨恰总教区、天主教阿里亚诺伊尔皮纳-Lacedonia教区、天主教阿韦利诺教区和天主教Cerreto Sannita-Telese-Sant'Agata de' Goti教区。 